# 维莱谢夫
维莱谢夫（法語：Villers-Chief，法語發音：[vilɛʁ ʃjɛf]）是法国杜省的一个市镇，属于蓬塔利耶区。

## 地理
维莱谢夫（47°13'36"N, 6°26'24"E）面积7.83 平方千米，位于法国勃艮第-弗朗什-孔泰大區杜省，该省份为法国东部内陆省份，北起上索恩省，西接汝拉省，东部及东南部与瑞士接壤，东北部与贝尔福地区省接壤。
与维莱谢夫接壤的市镇（或旧市镇、城区）包括：韦勒罗莱韦尔塞勒、布勒蒙当、栋普雷勒、埃珀努斯、埃松、热尔梅方丹、维莱拉孔布。

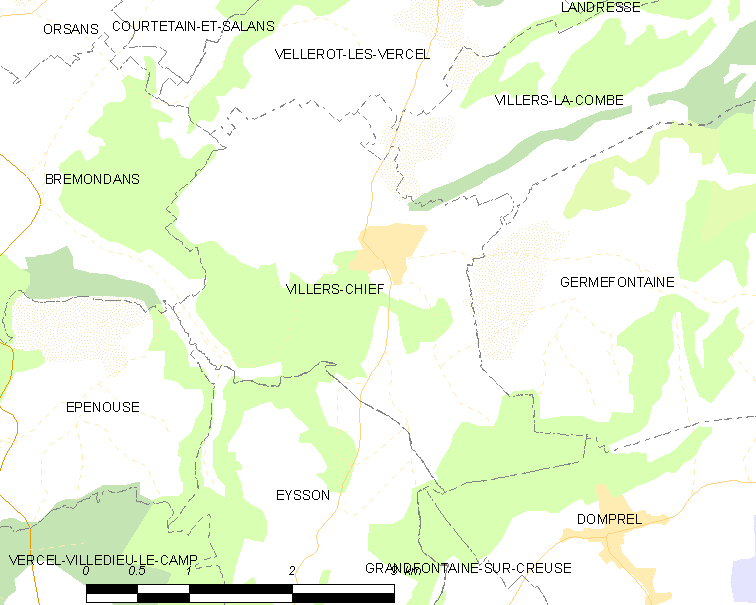
维莱谢夫的OSM定位图

维莱谢夫的时区为UTC+01:00、UTC+02:00（夏令时）。

## 行政
维莱谢夫的邮政编码为25530，INSEE市镇编码为25623。

## 政治
维莱谢夫所属的省级选区为瓦尔达翁县。

## 人口

1962-2008年间维莱谢夫人口变化图示

维莱谢夫于2022年1月1日时的人口数量为142人。